# Abtei Notre-Dame-des-Neiges

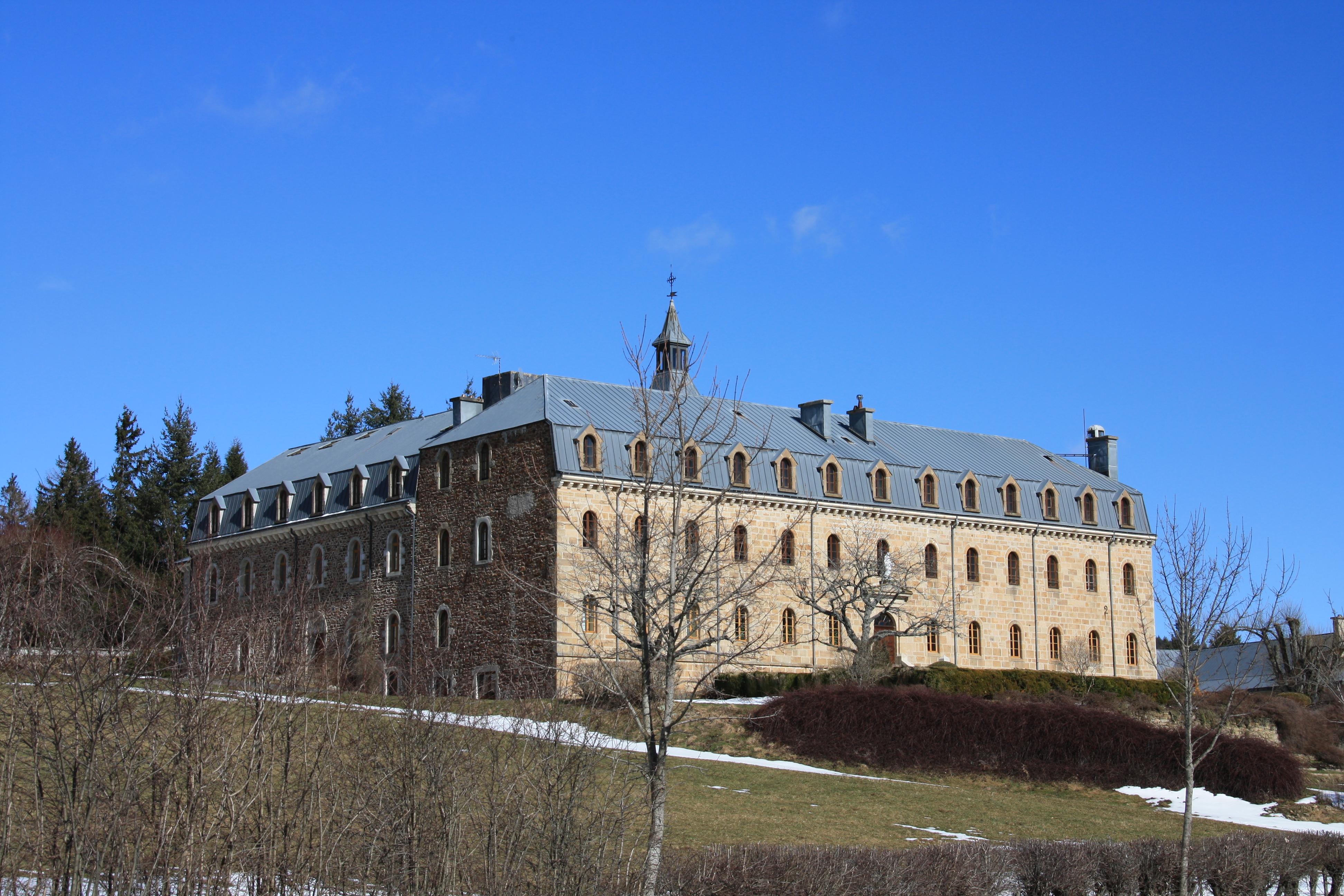
Trappistenabtei Notre-Dame-des-Neiges

Die Abtei Notre-Dame-des-Neiges (lat. Abbatia Beatae Mariae ad Nives) war von 1850 bis 2022 ein französisches Trappistenkloster in Saint-Laurent-les-Bains im Département Ardèche (Bistum Viviers), das seit 2022 als Zisterzienserinnenkloster weiterbesteht.

## Geschichte

Wappen der Abtei

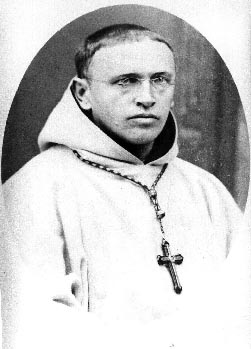
Abt Martin I. Martin

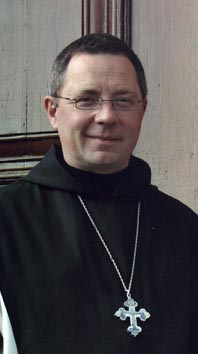
Abt Hugues Chapelain de Seréville

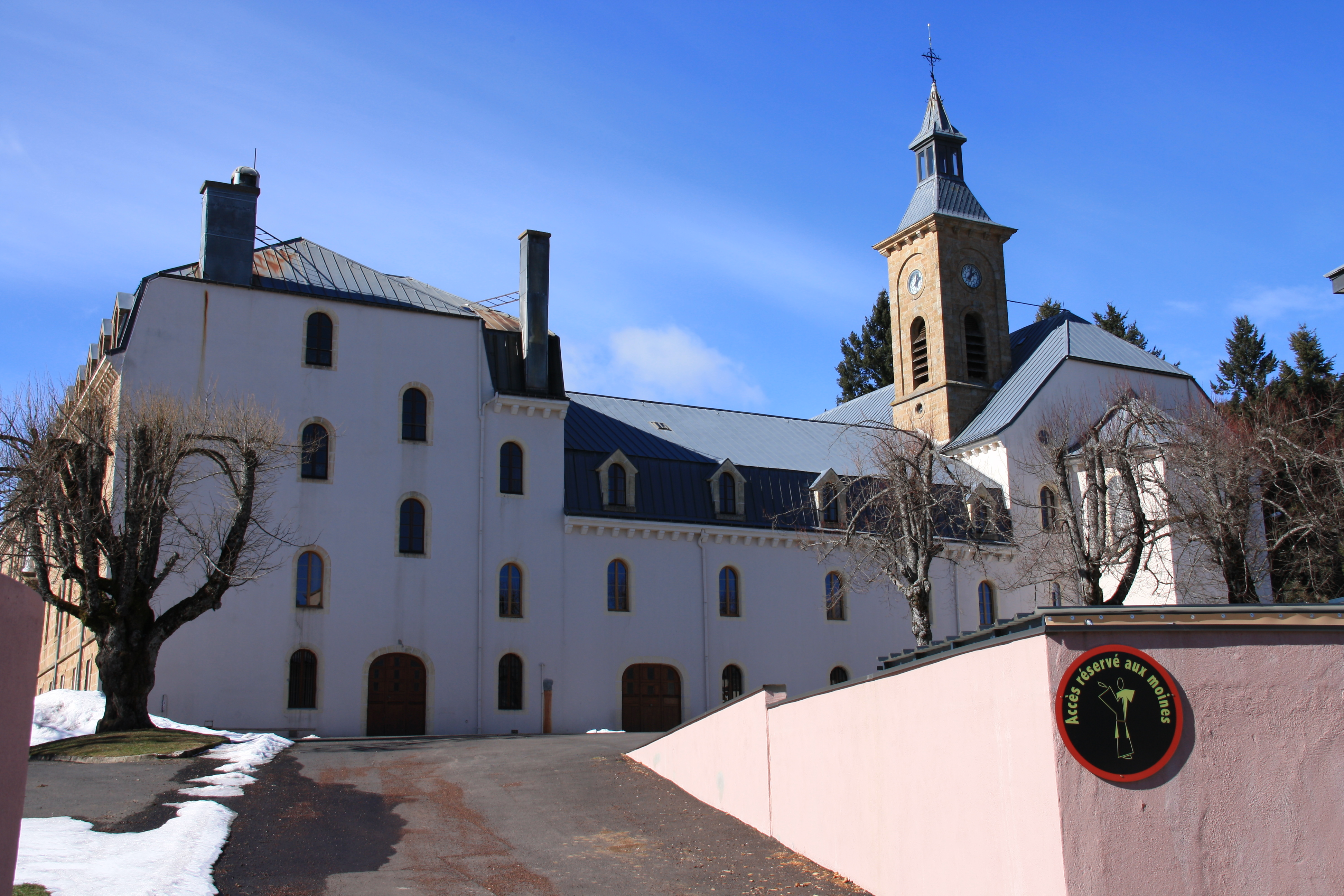
Auffahrt zur Abtei, rechts die Abteikirche

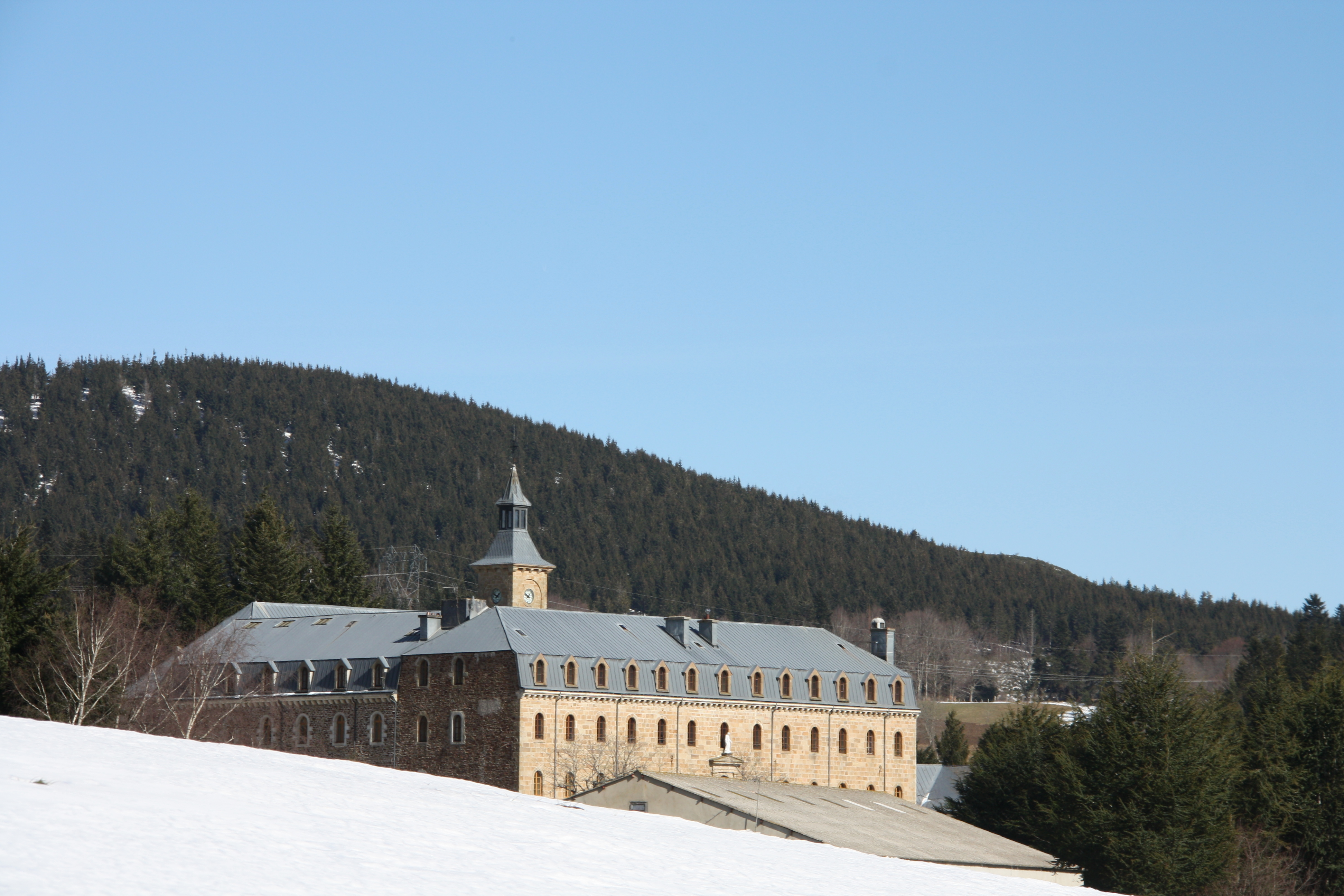
Abtei im Winter

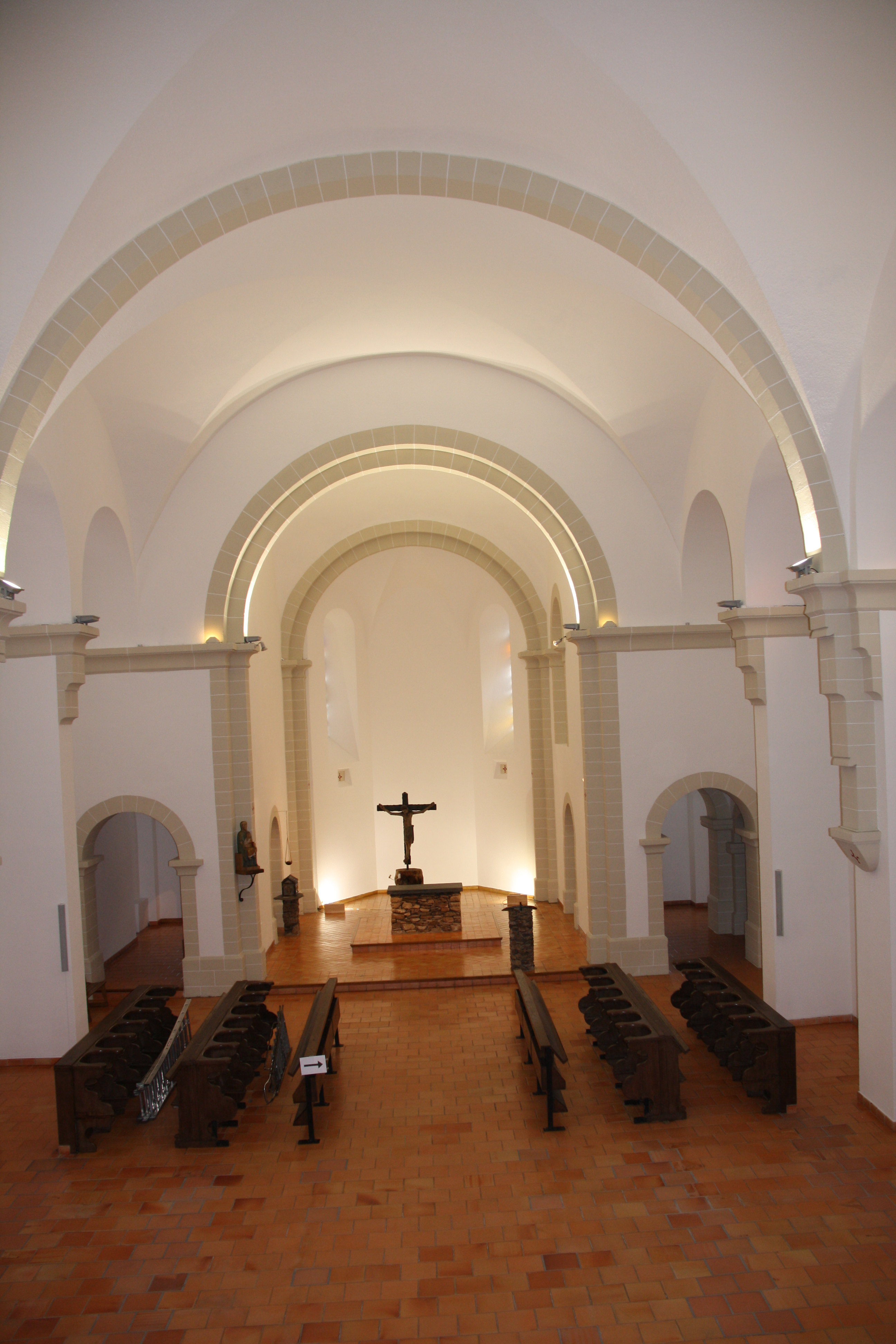
Chor der Abteikirche

Das trappistische Kloster Aiguebelle gründete 1850 in der Einsamkeit des nördlichen Cevennenrandes das Kloster Notre-Dame-des-Neiges („Maria Schnee“, bis 1861 Notre Dame de La Felgère), das 1852 zum Priorat und 1874 (mit 90 Mönchen) zur Abtei erhoben wurde.
Robert Louis Stevenson verbrachte im Kloster die Nacht vom 26. auf den 27. September 1878. In seinem Buch Reise mit dem Esel durch die Cévennen widmet er dem Kloster ein Kapitel und gibt sehr anschaulich ein Gespräch wieder, in dessen Verlauf man ihm dringend zur Konversion riet, um dem ewigen Höllenfeuer zu entgehen.
Der berühmteste Novize war von Januar bis Juni 1890 (unter dem Ordensnamen Albéric) Charles de Foucauld, der sich dann in das Tochterkloster Akbez in Syrien (heute: Türkei) entsenden ließ.
Robert Schuman hielt sich nach seiner Flucht aus Neustadt an der Weinstraße (1942) bis zum Kriegsende u. a. im Kloster Notre-Dame-des-Neiges auf.
Im Herbst 2022 wurde die Abtei der Trappisten geschlossen. Im Dezember 2022 besiedelten acht Nonnen aus dem Kloster Boulaur in die Klostergebäude neu. Es besteht nun als Zisterzienserinnenkloster Notre-Dame-des-Neiges fort.

### Obere, Prioren und Äbte der Trappisten
- 1850–1851 Geniez Bouniol
- 1851–1854 Gabriel Monbet
- 1854–1855 Bernard Raymond
- 185500000 Cyprien Gros
- 1855–1858 Emmanuel Bernex
- 1858–1882 Polycarpe Marthoud (1. Abt)
- 1882–1887 Joseph Goddard
- 1887–1908 Martin I. Martin
- 1909–1912 Martin II. Jouve
- 1912–1932 Augustin Martin
- 1932–1949 Jean-Marie Balmes
- 1949–1959 Toussaint Louche
- 1959–1982 Claudius Valour
- 1982–2002 Pierre-Marie Fayolle
- 2002–2022 Hugues Chapelain de Seréville

### Gründungen
- Trappistenkloster Akbez (auch: Cheikhlé), Syrien, heute: Türkei (1882–1926)
- (Zuflucht) Cordemois, Belgien (1903–1922), spätere Trappistinnenabtei Clairefontaine-Cordemois
- (Restaurierung und Wiederbesiedelung) Kloster Oseira (1929).